# Ronaldinho Gaucho's Team
Ronaldinho Gaucho's Team (br: A Turma do Ronaldinho Gaúcho) é uma série de desenho animado italiana baseada no jogador de futebol brasileiro Ronaldinho Gaúcho. O episódio piloto foi ao ar em 15 de outubro de 2011, no canal italiano DeA Kids. No Brasil, a série estreou em 12 de maio de 2014, pelo canal pago Gloob, quase três anos após sua exibição original.
A Turma do Ronaldinho Gaúcho é também a primeira série animada produzida pelo estúdio televisivo GIG Italy Entertainment, com a co-produção da Mauricio de Sousa Produções, que publicou no Brasil uma revista em quadrinhos baseada na versão fictícia de Ronaldinho quando criança. As histórias da série são feitas como base nas aventuras do personagem dos quadrinhos, com 52 episódios de 11 minutos cada.